# تپه ده‌کهنه باغ رحیم
تپه ده کهنه باغ رحیم مربوط به دوره سلجوقیان است و در شهرستان مریوان، بخش مرکز ی، دهستان کوماسی، شمال غرب روستای سو رکه ول واقع شده و این اثر در تاریخ ۷ اسفند ۱۳۸۶ با شمارهٔ ثبت ۲۱۵۱۲ به‌عنوان یکی از آثار ملی ایران به ثبت رسیده است.